# 김재룡 (육상 선수)
김재룡(1966년 ~ )은 대한민국의 전직 육상 선수이다. 현재는 한국전력 육상팀 감독을 맡고 있다.

## 경력
중학교 3학년 시절에 클럽 활동을 통해 육상에 입문하였고 고등학교 시절부터 본격적인 육상 훈련을 시작하였다. 그도 손기정 선생의 다큐멘터리를 보면서 꿈을 키웠다고 한다. 1980년대에서 1990년대 사이에 김완기, 황영조와 함께 라이벌 관계를 형성하였다. 1987년 동아마라톤(현재의 서울 국제 마라톤)에서 2시간 13분 35초로 한국신기록을 작성하였다.
1991년 동아마라톤에서 우승하였고, 1992년 바르셀로나 올림픽에서는 10위를 하였고, 1993년에는 세계 육상 선수권 대회에서 대한민국 마라톤 역대 최고 기록인 4위를 기록하였다. 1993년 보스턴 마라톤에서 준우승을 차지하였고 1994년 히로시마 아시안 게임에서 동메달을 획득해 금메달을 획득한 황영조와 동반 메달을 기록하였다.

## 수상 경력
- 1990년 베이징 아시안게임 10000m 은메달
- 1991년 쿠알라룸푸르 아시아선수권 10000m 은메달
- 1991년 동아마라톤 우승
- 1992년 동아마라톤 우승
- 1993년 보스턴마라톤 준우승
- 1994년 히로시마 아시안게임 마라톤 동메달

## 국가대표 경력
- 1992년 바르셀로나 하계 올림픽 국가대표
- 1993년 세계 육상 선수권 대회 국가대표
- 1994년 히로시마 아시안 게임 국가대표

## 기타
아들 김영훈도 육상 선수이며 고등학생 시절에 일본에서 유학 생활을 했다.